# Friseboda
Friseboda naturreservat och strövområde i Kristianstads kommun ligger vid Hanöbukten mellan Åhus och Kivik.
Det finns flera mindre stigar och traktorvägar längs hela kusten, men inga markerade stigar. Från parkeringsplatsen i områdets centrala del finns en rullstolsvänlig stig ner till den tillgänglighetsanpassade utsiktsplattformen. Bad är den självklara aktiviteten i Friseboda sommartid men kraftiga pålandsvindar kan betyda farliga undervattensströmmar. Den skånska ostkusten är känd för sitt fina havsöringsfiske. Det är dock förbjudet att fiska från den 15 september till den 30 april.
Arkeologiska fynd vittnar om att området varit bebott åtminstone 7 000 år tillbaka. Hela sex boplatser från stenåldern har funnits inom strövområdet. Lindormabacken är den mest kända. Efterfrågan på virke till krigsfartyg och senare till Andrarums alunbruk på Christinehofs gods gick hårt åt den ekskog som täckte området på 1600-talet, med sandflykt som resultat. På 1800-talet lyckades man binda sanden genom att plantera tall. 
Kustdynlandskapet Friseboda är ett område med mager mark, mest bestående av fin sand med gles tallskog, blandskog och sandgräshed. Av de 400 hektaren mark är 300 hektar naturreservat. Mest känt är Friseboda och Yngsjöstrand för sina sandstränder med bad- och fiskemöjligheter. Den omväxlande vegetationen ger ett rikt fågelliv. Vår och höst är Friseboda en värdefull ornitologisk lokal. Reservatet ingår i EU:s Natura 2000.
Genom Friseboda passerar Sydostleden, en cykelled som går utmed Skånes ostkust. 